# Alexis de Chateauneuf
Alexis de Chateauneuf (né le 18 février 1799 à Hambourg, mort le 31 décembre 1853 dans la même ville) est un architecte et urbaniste allemand.

## Biographie
Après un apprentissage de charpentier, ce fils d'émigrés français suit des études en 1818 à Paris puis un temps à Karlsruhe auprès de Friedrich Weinbrenner. Il fait des voyages en Italie et en Grèce. Après son retour à Hambourg en 1821, il se lance dans l'architecture.
Il est considéré comme l'un des pionniers dans la rénovation de l'architecture en brique à Hambourg. La maison qu'il fait pour le sénateur Martin Hieronymus Hudtwalcker dans l'ABC-Straße est accueillie avec surprise alors que le mode est à la décoration au plâtre. La reconstruction d'une maison de campagne pour la famille Sieveking à Hamm (en collaboration avec le peintre Erwin Speckter) et de la Chambre pour August Abendroth font qu'on décrit un nouveau style sous le nom de Neuer Jungfernstieg. Il se lance dans de nombreux projets, en particulier l'école d'érudition Saint-Jean ou la bourse de Hambourg, qui souvent ne sont jamais réalisées en raison du refus de Carl Ludwig Wimmel, le responsable de l'architecture de la ville de Hambourg.
En 1838 et 1839, il vit brièvement à Londres, où son projet pour la Bourse obtient la deuxième place du concours. À son retour, il fait l'abbaye Sainte-Amélie dans le quartier St. Georg.
Après le grand incendie de Hambourg en 1842, il présente un plan pour la nouvelle mairie, mais seules les arcades d'Alster sont concrétisées. Il redonne vie à l'église Saint-Pierre.
Il construit en briques la gare de Bergedorf et la Hamburg Berliner Bahnhof.
De 1847 à 1850, il vit à Kristiania en Norvège, d'où vient sa femme. Il travaille surtout sur l'église de la Sainte-Trinité. Il revient vivre à Hambourg peu avant sa mort.

## Œuvres
- 1825 : Manoir de Sierhagen
- 1832-1836 : Maison d'August Abendroth
- 1837 : Maison d'été de Carl August Friedrich Buchholz à Lübeck
- 1842 : Ancienne gare de Bergedorf
- 1842-1843 : Maison de Nicolaus Hudtwalcker

## Source de la traduction
- (de) Cet article est partiellement ou en totalité issu de l’article de Wikipédia en allemand intitulé « Alexis de Chateauneuf » (voir la liste des auteurs).